# Wilbur Trosch
Wilbur R. Trosch, né le 2 août 1938 à Clairton, en Pennsylvanie, et mort le 5 mai 2014 à Fishers, dans l'Indiana, est un joueur américain de basket-ball.